# Ronald Coase

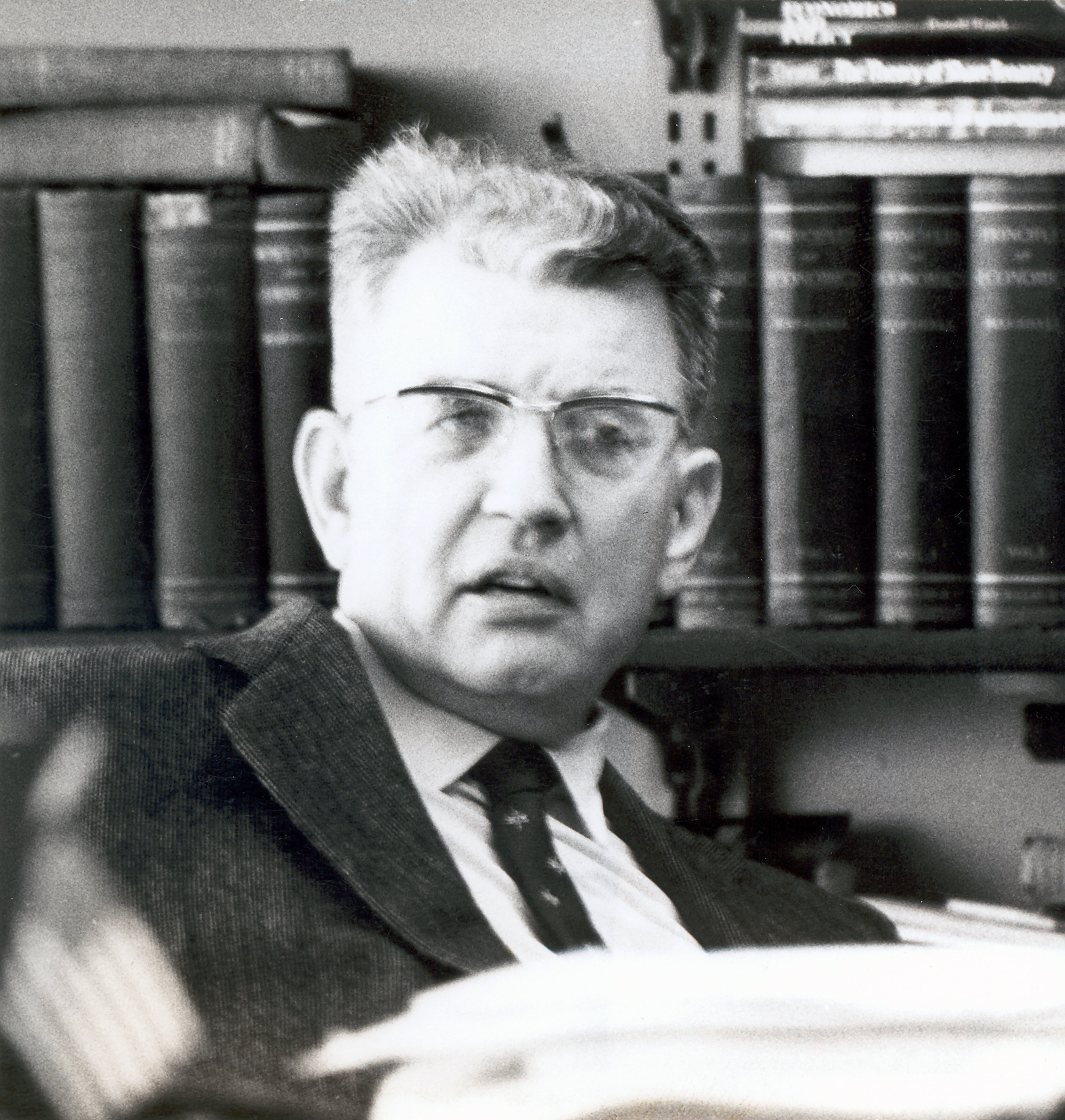
Ronald Coase

Ronald Harry Coase (* 29. Dezember 1910 in Willesden bei London, England; † 2. September 2013 in Chicago, Illinois) war ein britischer Wirtschaftswissenschaftler. Er erhielt 1991 den Alfred-Nobel-Gedächtnispreis für Wirtschaftswissenschaften für „seine Entdeckung und Klärung der Bedeutung der sogenannten Transaktionskosten und der Verfügungsrechte für die institutionelle Struktur und das Funktionieren der Wirtschaft“, das sogenannte Coase-Theorem.

## Leben
Ronald Coase wuchs in England auf und studierte von 1929 bis 1931 an der London School of Economics and Political Science (LSE). Seine wissenschaftliche Laufbahn begann in Dundee und Liverpool, bald aber kehrte er an die LSE zurück. 1951 wurde er zum Professor der University at Buffalo in den USA berufen, 1958 wechselte er an die University of Virginia und 1964 kam er an die University of Chicago, deren Professor for Law and Economics er bis zu seiner Emeritierung 1982 blieb. Er war Mitglied der Mont Pelerin Society und wurde 1978 in die American Academy of Arts and Sciences aufgenommen. 1985 wurde er korrespondierendes Mitglied der British Academy.
Coase verstarb am 2. September 2013 im Alter von 102 Jahren.

## Werk
Der Name von Ronald Coase steht in der wirtschaftswissenschaftlichen Diskussion vor allem für zwei bahnbrechende Aufsätze, auf denen wesentliche Theorien gründen, mit denen die Wirtschaftswissenschaft heute argumentiert:
1937 veröffentlichte Coase den Artikel The Nature of the Firm in der Fachzeitschrift Economica. Darin beschreibt er Unternehmen als hierarchisches Vertragsgeflecht und erklärt ihre Existenz mit bei der Nutzung von Märkten auftretenden Transaktionskosten: Innerhalb von Unternehmen lassen sich gewisse Transaktionen zu geringeren Kosten bewerkstelligen als über Märkte. Dies gelte besonders für wiederkehrende Transaktionen. Obwohl Coase später erklärte, dass ihm die Folgen seines Gedankengangs gar nicht bewusst gewesen seien, gilt dieser Artikel als Initialzündung für die vertragsorientierte Betrachtung wirtschaftlichen Handelns, die später in den Theorien der Neuen Institutionenökonomik ihren Niederschlag fanden. Hierzu gehören die „Theorie der unvollständigen Verträge“, die Transaktionskostentheorie und die Prinzipal-Agent-Theorie. 80 Jahre nach Erscheinen des Artikels begann Economica Coase zu Ehren die Coase-Vorlesung, die alle zwei Jahre stattfindet.
Coase widmete sich 1960 wieder einem vertragstheoretischen Thema und beschrieb in The problem of social cost die Schwierigkeiten, die externe Effekte wirtschaftlichen Handelns auslösen, wenn die betroffenen Eigentumsrechte nicht klar zugewiesen sind. Dieser Aufsatz, ein Meilenstein in der Theorie der Verfügungsrechte (property rights theory), beeinflusste die nachfolgenden Debatten und wirkt bis heute, etwa im Bereich des Umweltschutzes, wo der Emissionsrechtehandel auf das nach ihm benannte Coase-Theorem zurückgeht.
Im Bereich der Mikroökonomie widmete er sich u. a. dem Preissetzungsverhalten eines Monopols, welches langlebige Wirtschaftsgüter herstellt. Coase vermutete, dass sich ein solcher Monopolist im Grenzfall wie bei vollständigem Wettbewerb verhält, da der Anbieter über mehrere Perioden hinweg mit sich selbst konkurriert (Coase-Vermutung).
Er gab während seiner Zeit als Professor in Chicago das renommierte Journal of Law and Economics heraus.

## Schriften
- Coase, Ronald H.: The Nature of the Firm. In: Economica. Band 4, Nr. 16, 1937, S. 386–405, doi:10.1111/j.1468-0335.1937.tb00002.x.
- The Problem of Social Cost. In: Journal of Law and Economics. Band 3, 1960, S. 1–44, Volltext (PDF; 1,5 MB).